# Bonson (Loire)
Pour les articles homonymes, voir Bonson.
Bonson [bɔ̃sɔ̃] est une commune française située dans le département de la Loire en région Auvergne-Rhône-Alpes, faisant partie de Loire Forez Agglomération.

## Géographie
La commune de Bonson est située dans la plaine du Forez, à 4 kilomètres à l'ouest d'Andrézieux-Bouthéon, à 16 kilomètres au sud-est de Montbrison et à 20 kilomètres au nord-ouest de Saint-Étienne.
Ses communes limitrophes sont :

### Climat
Pour des articles plus généraux, voir Climat d'Auvergne-Rhône-Alpes et Climat de la Loire.
En 2010, le climat de la commune est de type climat océanique dégradé des plaines du Centre et du Nord, selon une étude du Centre national de la recherche scientifique s'appuyant sur une série de données couvrant la période 1971-2000. En 2020, Météo-France publie une typologie des climats de la France métropolitaine dans laquelle la commune est exposée à un climat de montagne ou de marges de montagne et est dans la région climatique Nord-est du Massif Central, caractérisée par une pluviométrie annuelle de 800 à 1 200 mm, bien répartie dans l’année.
Pour la période 1971-2000, la température annuelle moyenne est de 10,9 °C, avec une amplitude thermique annuelle de 16,8 °C. Le cumul annuel moyen de précipitations est de 647 mm, avec 7,9 jours de précipitations en janvier et 6,6 jours en juillet. Pour la période 1991-2020, la température moyenne annuelle observée sur la station météorologique de Météo-France la plus proche, « Saint-Étienne-Bouthéon », sur la commune d'Andrézieux-Bouthéon à 4 km à vol d'oiseau, est de 11,9 °C et le cumul annuel moyen de précipitations est de 728,3 mm,. Pour l'avenir, les paramètres climatiques de la commune estimés pour 2050 selon différents scénarios d'émission de gaz à effet de serre sont consultables sur un site dédié publié par Météo-France en novembre 2022.
| Mois                                  | jan.             | fév.             | mars             | avril           | mai             | juin            | jui.           | août           | sep.            | oct.            | nov.             | déc.             | année      |
| ------------------------------------- | ---------------- | ---------------- | ---------------- | --------------- | --------------- | --------------- | -------------- | -------------- | --------------- | --------------- | ---------------- | ---------------- | ---------- |
| Température minimale moyenne (°C)     | 0,3              | 0,2              | 2,6              | 5               | 9               | 12,6            | 14,4           | 14,2           | 10,7            | 8,1             | 3,7              | 1,1              | 6,8        |
| Température moyenne (°C)              | 3,8              | 4,5              | 7,8              | 10,7            | 14,6            | 18,5            | 20,7           | 20,6           | 16,4            | 12,7            | 7,6              | 4,6              | 11,9       |
| Température maximale moyenne (°C)     | 7,3              | 8,8              | 13,1             | 16,3            | 20,3            | 24,5            | 26,9           | 26,9           | 22,2            | 17,3            | 11,4             | 8                | 16,9       |
| Record de froid (°C) date du record   | −25,6 04.01.1971 | −22,5 11.02.1956 | −13,9 08.03.1971 | −7,4 08.04.21   | −3,9 01.05.1976 | −0,6 03.06.1962 | 2,9 01.07.1972 | 1,1 26.08.1966 | −2,6 26.09.1972 | −6,2 30.10.1950 | −10,6 26.11.1955 | −18,6 22.12.1963 | −25,6 1971 |
| Record de chaleur (°C) date du record | 20 10.01.15      | 23,2 24.02.1990  | 26,4 25.03.1981  | 28,8 16.04.1949 | 33,7 13.05.15   | 38 27.06.19     | 41,1 07.07.15  | 40,9 24.08.23  | 36 13.09.1987   | 32,4 02.10.23   | 25,2 09.11.1985  | 20,2 25.12.1983  | 41,1 2015  |
| Ensoleillement (h)                    | 814              | 1 086            | 1 623            | 1 862           | 2 137           | 2 407           | 2 751          | 2 591          | 1 932           | 1 347           | 876              | 758              | 20 184     |
| Précipitations (mm)                   | 38,3             | 30,3             | 33,9             | 55              | 81,5            | 80,8            | 77,2           | 72,8           | 70,3            | 76,2            | 73               | 39               | 728,3      |

## Urbanisme

### Typologie
Au 1er janvier 2024, Bonson est catégorisée ceinture urbaine, selon la nouvelle grille communale de densité à sept niveaux définie par l'Insee en 2022.
Elle appartient à l'unité urbaine de Saint-Just-Saint-Rambert, une agglomération intra-départementale regroupant douze  communes, dont elle est une commune de la banlieue,,. Par ailleurs la commune fait partie de l'aire d'attraction de Saint-Étienne, dont elle est une commune de la couronne,. Cette aire, qui regroupe 105 communes, est catégorisée dans les aires de 200 000 à moins de 700 000 habitants,.

### Occupation des sols
L'occupation des sols de la commune, telle qu'elle ressort de la base de données européenne d’occupation biophysique des sols Corine Land Cover (CLC), est marquée par l'importance des territoires artificialisés (51,4 % en 2018), en augmentation par rapport à 1990 (47,7 %). La répartition détaillée en 2018 est la suivante : 
zones urbanisées (45 %), prairies (23,7 %), forêts (11,9 %), zones agricoles hétérogènes (9,8 %), zones industrielles ou commerciales et réseaux de communication (6,4 %), terres arables (2 %), eaux continentales (1,2 %). L'évolution de l’occupation des sols de la commune et de ses infrastructures peut être observée sur les différentes représentations cartographiques du territoire : la carte de Cassini (XVIIIe siècle), la carte d'état-major (1820-1866) et les cartes ou photos aériennes de l'IGN pour la période actuelle (1950 à aujourd'hui).

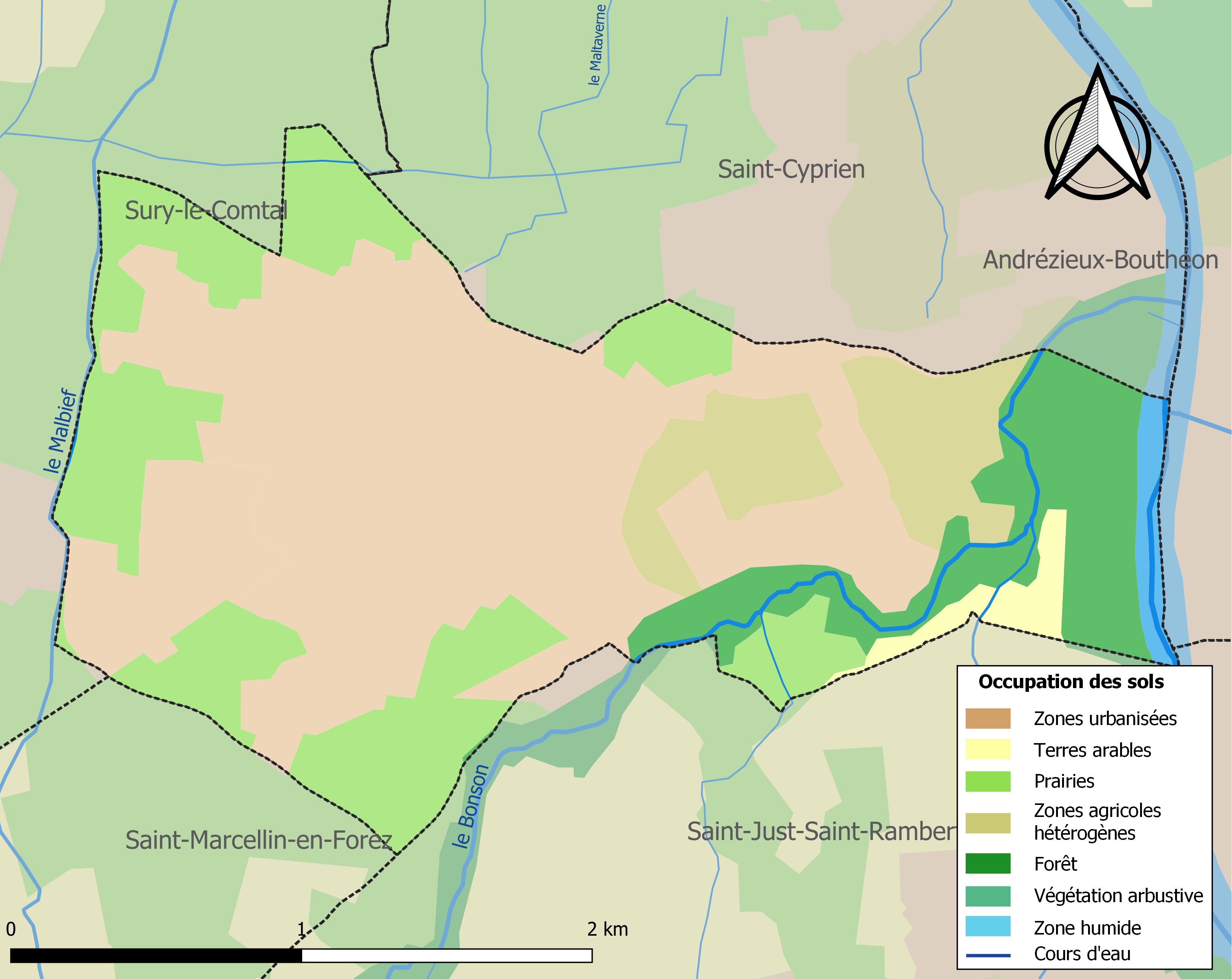
Carte des infrastructures et de l'occupation des sols de la commune en 2018 (CLC).

## Transports

### Transports routiers
La commune est desservie par une ligne des navettes de Loire Forez Agglomération reliant la Gare de Bonson à Saint-Just-Saint-Rambert. Elle est également desservie par les lignes C2, L10, L11 et L13 du réseau Cars Région Loire.
Par ailleurs, la commune est desservie par des autocars TER Auvergne-Rhône-Alpes qui la relient à Thiers via Montbrison, Boën et Noirétable. La ligne Cars Région Express X18 nouvellement créée, remplaçant les autocars SNCF reliant Saint-Étienne Châteaucreux à Clermont-Ferrand dessert également la commune.

### Transports ferroviaires
La gare de chemin de fer, sur la ligne de Clermont-Ferrand à Saint-Just-sur-Loire, est desservie par des TER Auvergne-Rhône-Alpes reliant Boën ou Montbrison à Saint-Étienne-Châteaucreux.

## Histoire
C'est vraisemblablement l'église de Bonson qui est mentionnée dans les possessions de l'abbaye de l'Île Barbe en 1183 : une erreur du copiste la donnant « Ecclesiam de Benerone » à la place de « Bonczon » (Bonson).
Bonson ne compte que 34 feux en 1789.
Au milieu du XIXe siècle, l'élevage du ver à soie fait connaitre la petite commune. En 1838, Bonneton, spécialiste de la culture des mûriers, vient de Chavanay, à la demande du préfet, afin de procéder à la taille des mûriers pour les propriétaires foreziens. Mobilisé par Fleury Robert, il passe à Bonson 4 journées pleines sur les 39 qu'il consacre aux arrondissements de Montbrison et de Roanne.

## Politique et administration
Bonson faisait partie de la communauté de communes Forez Sud en 1996, puis de la communauté d'agglomération de Loire Forez de 2003 à 2016 et a ensuite intégré Loire Forez Agglomération.

### Liste des maires
| Période                                  | Période      | Identité        | Étiquette | Qualité                  |
| ---------------------------------------- | ------------ | --------------- | --------- | ------------------------ |
| Les données manquantes sont à compléter. |              |                 |           |                          |
| mai 1945                                 | mai 1953     | Julien Chareyre |           |                          |
| mai 1953                                 | mars 1977    | Marcel Pouillon |           |                          |
| mars 1977                                | mars 1983    | Jean Relave     |           |                          |
| mars 1983                                | mars 1989    | Marcel Pouillon |           |                          |
| mars 1989                                | mars 2008    | Marcel Murgue   | PS        | Technicien métallurgiste |
| mars 2008                                | janvier 2021 | Joseph Deville  | MoDem     | Retraité                 |
| janvier 2021                             | En cours     | Thierry Deville |           |                          |

### Jumelage
Elle est jumelée avec :
- Móra d'Ebre depuis 2017[23]
- Bonson (Alpes-Maritimes) depuis 2025[24]

## Population et société

### Démographie

#### Évolution démographique
L'évolution du nombre d'habitants est connue à travers les recensements de la population effectués dans la commune depuis 1793. Pour les communes de moins de 10 000 habitants, une enquête de recensement portant sur toute la population est réalisée tous les cinq ans, les populations de référence des années intermédiaires étant quant à elles estimées par interpolation ou extrapolation. Pour la commune, le premier recensement exhaustif entrant dans le cadre du nouveau dispositif a été réalisé en 2008.
En 2022, la commune comptait 4 478 habitants, en évolution de +17,29 % par rapport à 2016 (Loire : +1,32 %, France hors Mayotte : +2,11 %).
| 1793 | 1800 | 1806 | 1821 | 1831 | 1836 | 1841 | 1846 | 1851 |
| ---- | ---- | ---- | ---- | ---- | ---- | ---- | ---- | ---- |
| 176  | 191  | 188  | 240  | 216  | 224  | 214  | 237  | 240  |

| 1856 | 1861 | 1866 | 1872 | 1876 | 1881 | 1886 | 1891 | 1896 |
| ---- | ---- | ---- | ---- | ---- | ---- | ---- | ---- | ---- |
| 210  | 256  | 244  | 252  | 282  | 313  | 329  | 311  | 335  |

| 1901 | 1906 | 1911 | 1921 | 1926 | 1931 | 1936 | 1946 | 1954 |
| ---- | ---- | ---- | ---- | ---- | ---- | ---- | ---- | ---- |
| 367  | 335  | 364  | 365  | 368  | 476  | 536  | 616  | 709  |

| 1962 | 1968  | 1975  | 1982  | 1990  | 1999  | 2006  | 2008  | 2013  |
| ---- | ----- | ----- | ----- | ----- | ----- | ----- | ----- | ----- |
| 904  | 1 096 | 1 513 | 2 566 | 3 880 | 3 816 | 3 710 | 3 680 | 3 715 |

| 2018  | 2022  | - | - | - | - | - | - | - |
| ----- | ----- | - | - | - | - | - | - | - |
| 3 960 | 4 478 | - | - | - | - | - | - | - |

#### Pyramide des âges
La population de la commune est relativement jeune.
En 2018, le taux de personnes d'un âge inférieur à 30 ans s'élève à 33,4 %, soit en dessous de la moyenne départementale (35,0 %). À l'inverse, le taux de personnes d'âge supérieur à 60 ans est de 29,7 % la même année, alors qu'il est de 28,4 % au niveau départemental.
En 2018, la commune comptait 1 954 hommes pour 2 006 femmes, soit un taux de 50,66 % de femmes, légèrement inférieur au taux départemental (51,65 %).
Les pyramides des âges de la commune et du département s'établissent comme suit.
| Hommes | Classe d’âge | Femmes |
| ------ | ------------ | ------ |
| 0,5    | 90 ou +      | 0,7    |
| 7,5    | 75-89 ans    | 8,3    |
| 21,3   | 60-74 ans    | 21,1   |
| 18,2   | 45-59 ans    | 20,3   |
| 17,8   | 30-44 ans    | 17,4   |
| 15,3   | 15-29 ans    | 13,7   |
| 19,3   | 0-14 ans     | 18,4   |

| Hommes | Classe d’âge | Femmes |
| ------ | ------------ | ------ |
| 0,8    | 90 ou +      | 2,3    |
| 8      | 75-89 ans    | 11     |
| 17,1   | 60-74 ans    | 18,2   |
| 19,5   | 45-59 ans    | 18,7   |
| 17,5   | 30-44 ans    | 17     |
| 17,9   | 15-29 ans    | 16     |
| 19     | 0-14 ans     | 16,8   |

## Lieux et monuments

### ChapelleNotre-Dame de Bonson
La chapelle, nichée au fond du bourg ancien[réf. souhaitée], est l'ancienne église du village. Elle fut construite au XIe siècle puis agrandie aux XVe et XVIe siècles par l'adjonction de trois petites chapelles collatérales. La chapelle est inscrite à l'inventaire des monuments historiques.
Notre-Dame de Bonson est l'un des principaux lieux de pèlerinage marial du Forez.
La chapelle collatérale datée de 1549 est la chapelle sépulcrale des Gonyn connus depuis le XIVe siècle à Saint-Rambert en Forez. Ceux-ci possédèrent à Bonson la terre de Lurieu et le fief de Forette (14) dont les deux branches de la famille prirent le nom.

### Autres édifices
- Église Sainte-Thérèse-de-l'Enfant-Jésus de Bonson.
- Château de Bonson, toujours dans la descendance des Gonyn de Forette et des Praire de Neysieux, datant de 1686 pour sa partie la plus ancienne. Son parc sert d'écrin naturel au sanctuaire.
- Château de Lurieu, construit au XIXe siècle sur l'un des anciens domaines ruraux des Gonyn de Forette.
- La gare, construite en 1865, typique des petites gares de village édifiées sous Napoléon III.

Et, un peu plus loin :
- Château de la Merlée ;
- Château de Bouthéon ;
- Château d'Essalois ;
- Château de la Péguette.

## Personnalités liées à la commune
- Fleury Robert (1779-1859), maire de Bonson du 28 septembre 1821 au 25 janvier 1826, puis maire de Saint-Rambert-sur-Loire et député de la Loire (1831-1834) fit de Bonson l'une des principales communes séricicoles de la plaine du Forez[32]. Il construisit à Saint-Rambert, à l'époque de la monarchie de Juillet, un pont suspendu, méthode Seguin (pont dit en fil de fer) pour remplacer le bac à traille qui avait pris la suite d'un vieux pont de pierre disparu dans le dernier quart du XVIIIe siècle. Au début de son mandat, il fut le premier à envisager la création du canal d'irrigation qui devait être réalisé plus tard par Fialin de Persigny[33]. Second mari de Benoite Gonyn (1772-1847), il initia les premières transformations du vieux bourg de Bonson et mourut sans postérité.
- Antoine Philippe Praire de Neysieux (1793-1860), fils du défenseur de Lyon bien connu des historiens foreziens et de Benoite Gonyn, fut élu maire de Saint-Étienne mais déclina cet honneur. Avec quelques personnalités locales, il fonda une société qui, en 1851, reconstruisit le pont suspendu de Saint-Rambert, emporté par la grande inondation de 1846. Il poursuivit la restauration du bourg de Bonson. Son tombeau est visible dans l'ancien cimetière de la commune[réf. nécessaire].
- Florian Balas, gendre du précédent, mort à Bonson en 1924, avait été en 1898, l'un des principaux fondateurs des manufactures réunies de Saint-Chamond. Il avait procédé, en 1895, aux toutes dernières constructions dans le vieux bourg de Bonson qui, depuis, n'a subi aucune modification[réf. nécessaire].
- Sylvain Girerd, (1878-?) propriétaire du Château des Vignes à Bonson[réf. nécessaire], offrit des parts de son terrain à la ville afin de construire ce que sont encore aujourd'hui la gare, l'église et les terrains sportifs de Bonson. La rue longeant sa propriété est l'actuelle rue Sylvain Girerd.

## Vie industrielle
- L'entreprise Souvignet, fabricant de mobilier et d'ameublement possède son siège social sur la commune de Bonson,
- L’entreprise Altinnova, fabricante d’équipements vélo (stationnements, dispositifs de gonflage et d’entretien), a son siège à Bonson depuis 2014, après Saint-Marcellin-en-Forez en 2007[34].

## Vie culturelle et sportive
- FJEP Bonson (Korfbal) : « meilleur palmarès français, avec 14 titres de champion de France et 17 coupes de France. Et la fédération de la Loire fournit 100 % des joueurs de l’équipe de France de korfbal »[35].
- Lieues Foréziennes organisées chaque 11 novembre : 3 lieues (10,6 km) et 5 lieues (21,1 km)[36].
- Plusieurs autres lieux sont présents pour pratiquer toutes sortes de sports comme un terrain de football ou bien un gymnase.